# Heinrich von Künßberg
Heinrich von Künßberg (* 21. Januar 1801 in Eben bei Gärtenroth; †  26. Februar 1862 in Ansbach) war ein Jurist, Historiker und Mitglied der Frankfurter Nationalversammlung.

## Leben
Von Künßberg entstammte der Familie von Künsberg. Er studierte die Rechtswissenschaften von 1817 bis 1821 in Erlangen und Würzburg. In Würzburg schloss er sich 1820 der Alten Würzburger Burschenschaft an.
Nach dem Studium arbeitete er zunächst als Akzessist beim Kreis- und Stadtgericht Bayreuth (1824–1827), seit 1825 außerdem beim Appellationsgericht in Ansbach. Danach begann er, als Advokat zu arbeiten.
1831 wurde er in die Kammer der Abgeordneten der bayerischen Ständeversammlung gewählt. Ab 1838 war er Mitglied des Historischen Vereins für Mittelfranken in Ansbach und Redakteur von deren Zeitschrift Jahresberichte. 1854 wurde er Mitglied des Gelehrtenausschusses des Germanischen Nationalmuseums in Nürnberg.
Im Revolutionsjahr 1848 wurde er für den Wahlkreis Mittelfranken (Ansbach) in das Paulskirchenparlament gewählt. Zunächst war er Mitglied der Fraktion Casino, später der Fraktion Pariser Hof.

## Werke
- Das Recht der Deutschen in seinen geschichtlichen Grundlagen und seiner Fortbildung untersucht, 1846